# Aeroportul Dundee
Aeroportul Dundee (IATA: DND, ICAO: EGPN) este un aeroport din Dundee City⁠(d), Scoția, Regatul Unit ce deservește zona Dundee. Aeroportul a fost tranzitat în 2022 de 36.882 de pasageri. A fost numit după zona deservită.
Situat la o altitudine de 5 m, aeroportul dispune de 1 pistă. Este operat de Highlands and Islands Airports⁠(d).

## Infrastructură

### Piste
Aeroportul dispune de o singură pistă. Pista 09/27 are suprafața de asfalt și dimensiunile 1.400 m × 30 m. 